# Радзаунаримампианина, Эри
Э́ри Мартиа́ль Радзаунаримампиа́нина Ракутуарима́нана (также, в устаревшей транскрипции, Раджаонаримампиа́нина, Радзонаримампиа́нина; малаг. Hery Martial Rakotoarimanana Rajaonarimampianina, род. 6 ноября 1958, Антананариву, Малагасийская Республика) — мадагаскарский политический и государственный деятель, президент Мадагаскара с 25 января 2014 по 7 сентября 2018 года.

## Биография
Эри Радзаунаримампианина родился 6 ноября 1958 года в Анцуфунундри, пригороде Антананариву. В 1982 году получил степень магистра делового администрирования в университете Антананариву, а затем продолжил учёбу в Университете Квебека в Труа-Ривьере, где в 1986 году получил степень магистра в области финансов и бухгалтерского учёта.
В 1991 году вернулся на Мадагаскар и работал бухгалтером. С 1991 по 1995 год возглавлял Национальный институт делового администрирования и бухгалтерского учёта наук (INSCAE) в Антананариву и был ассистентом в университете Антананариву и в Университете Меца (Франция).
В 1995 году он создал свою бухгалтерскую фирму «Аудиторы для акционеров». В 2003 году был избран президентом Ордена дипломированных бухгалтеров и аудиторов Мадагаскара.
В 2009 году был назначен министром финансов и бюджета в правительстве переходного периода при Андри Радзуэлине. На этом посту ему удалось обуздать инфляцию, своевременно платить зарплаты государственным чиновникам, несмотря на полное отсутствие финансовой поддержки со стороны международного сообщества и мировой экономический кризис.
Будучи официальным генеральным директором национальной авиакомпании Air Madagascar с 2011 года, он начал реорганизацию людских и материальных ресурсов и обновление экономической политики. Его действия вызвали новый взлёт национальной авиакомпании.

### Пост президента
В 2013 году, решив выдвигаться на предстоящих президентских выборах на Мадагаскаре, Радзаунаримампианина создал партию «Новые силы для Мадагаскара» («Hery Vaovao hoan’i Madagasikara»; «New Forces for Madagascar»). Для участия в президентских выборах были зарегистрированы 33 кандидата. Первый тур выборов прошёл 25 октября 2013 года. Предварительные результаты показали, что Жан Луи Робинсон и Эри Радзаунаримампианина набрали соответственно 27 % и 15—16 % и оказались лидерами первого тура. Перед вторым туром Радзаунаримампианина приглашает к сотрудничеству Ролана Рацираку, племянника бывшего президента Дидье Рацираки, и получает поддержку от Андри Радзуэлины, действующего президента.
Во втором туре Эри Радзаунаримампианина набрал 53,5 %, а Жан Луи Робинсон — 46,5 % голосов. Оппозиция заявила, что считает итоги выборов сфальсифицированными и намерена добиваться их отмены. В суды были поданы 300 жалоб на нарушения в ходе голосования, однако наблюдатели от Евросоюза существенных нарушений не обнаружили.
3 января 2014 года Особый избирательный суд Мадагаскара объявил Эри Радзаунаримампианину победителем на выборах и новым президентом Мадагаскара. 25 января состоялась церемония инаугурации. При вступлении в должность Эри Радзаунаримампианина призвал страну к объединению, однако, через несколько часов у места, где проходила церемония инаугурации, прогремел взрыв, в результате чего погиб двухлетний ребёнок, более 30 человек получили ранения. После инаугурации, Совет мира и безопасности Африканского союза принял решение вернуть Мадагаскару приостановленное в 2009 году членство.
Практически сразу после выборов разорвал сотрудничество с Радзуэлиной, который претендовал на пост премьер-министра. 11 апреля 2014 года Эри Радзаунаримампианина назначил на пост премьер-министра Мадагаскара Коло Роже.
17 января 2015 года Радзаунаримампианина назначил на пост премьер-министра Жана Равелунариву.

#### Попытка импичмента
26 мая 2015 года депутаты парламента Мадагаскара абсолютным большинством голосов (121 из 125 присутствующих от общего количества членов парламента — 151 депутат) проголосовали за импичмент президенту Радзаунаримампианине по причине невыполнения им обещанных реформ, затягивании процесса учреждения высшего суда, нарушений конституции и общей некомпетентности. Спикер парламента Жан Макс Ракутумамундзу объявил о направлении запроса в Конституционный суд, в полномочия которого входит окончательное решение об отстранении президента от должности. 2 июня советники президента направили встречный иск в Конституционный суд против депутатов. 13 июня судьи Конституционного суда Мадагаскара сочли неправомочным требование об импичменте президента Радзаунаримампианины, особо подчеркнув, что он ни разу не посягал на нарушение основного закона, и следовательно обвинение его в государственной измене, а также и голосование в парламенте «не имеет никакого юридического основания». В то время как глава президентской партии «Новая сила для Мадагаскара» Риву Ракутувау отметил, что «каждый должен подчиняться решению Конституционного суда», представитель парламентской оппозиции, возглавляемой Андри Радзуэлиной, Пьер Хуледер назвал постановление суда «смешным».

#### Отставка с поста президента
Вечером 7 сентября 2018 года Радзаунаримампианина объявил о своей отставке, так как для участия в следующих выборах президент должен уйти с поста за 60 дней до дня голосования. Верховный конституционный суд сообщил, что получил прошение об отставке Эри Радзаунаримампианина и назначил председателя сената Риву Ракутувау временно исполняющим обязанности президента.

## Награды
- Большой крест ордена Плеяд (Франкофония, 8 июля 2016)[24][25][26].
- Цепь ордена Мухамадийя (Марокко, 21 ноября 2016)[27][28][29].
- Орден Почёта (Армения, 7 апреля 2018) — за значительный вклад в укрепление и развитие межгосударственных отношений между Арменией и Мадагаскаром, а также в углубление сотрудничества с Арменией в рамках Международной организации Франкофонии[30].

## Интересные факты
- Эри Радзаунаримампианина по вероисповеданию протестант и любит писать стихи[1].
- Фамилия президента Мадагаскара является самой длинной среди всех руководителей государств в мире[31].